# Duqiong (sockenhuvudort i Kina, Tibet Autonomous Region, lat 29,03, long 89,25)
Duqiong (kinesiska: 杜琼, 杜琼乡) är en sockenhuvudort i Kina. Den ligger i den autonoma regionen Tibet, i den sydvästra delen av landet, omkring 190 kilometer väster om regionhuvudstaden Lhasa. Antalet invånare är 3 192. Befolkningen består av 1 535 kvinnor och 1 657 män. Barn under 15 år utgör 27,0 %, vuxna 15-64 år 66 %, och äldre över 65 år 6,0 %.
Runt Duqiong är det glesbefolkat, med 16 invånare per kvadratkilometer. Närmaste större samhälle är Luobuqiongzi, 14,7 km norr om Duqiong. Trakten runt Duqiong består i huvudsak av gräsmarker.
Genomsnittlig årsnederbörd är 632 millimeter. Den regnigaste månaden är juli, med i genomsnitt 160 mm nederbörd, och den torraste är december, med 9 mm nederbörd.